# 納加羅特

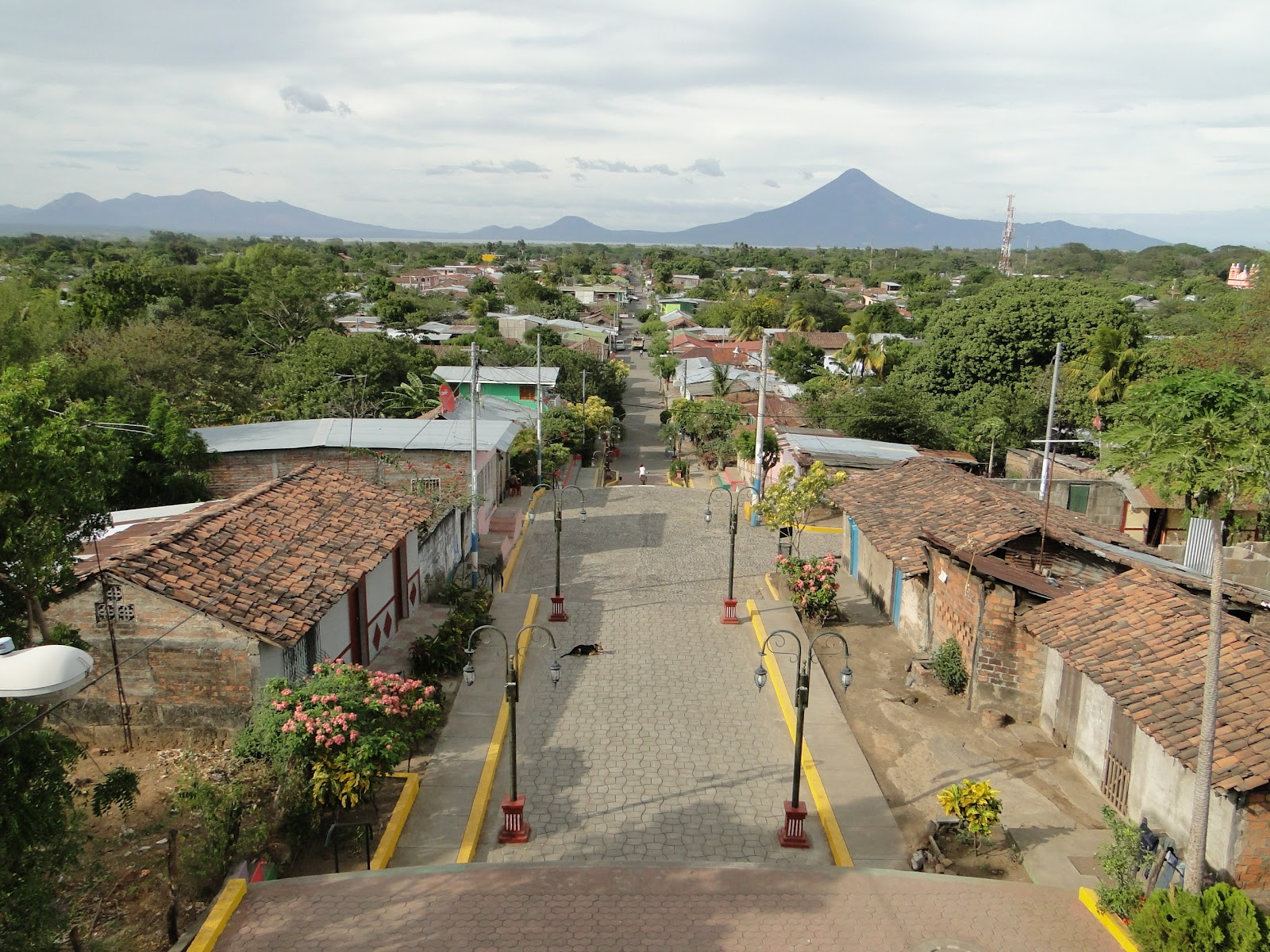
納加羅特

納加羅特（西班牙語：Nagarote），是尼加拉瓜的城鎮，位於該國西部，由萊昂省負責管轄，面積598平方公里，海拔高度96米，2005年人口32,303，人口密度每平方公里54.02人。
12°16′N 86°34′W / 12.267°N 86.567°W